# Брокпорт (Нью-Йорк)
Брокпорт (англ. Brockport) — селище (англ. village) в США, в окрузі Монро штату Нью-Йорк. Населення — 7104 особи (2020).

## Географія
Брокпорт розташований за координатами 43°12′48″ пн. ш. 77°56′27″ зх. д. / 43.21333° пн. ш. 77.94083° зх. д. (43.213297, -77.940824).  За даними Бюро перепису населення США в 2010 році селище мало площу 5,72 км², з яких 5,60 км² — суходіл та 0,12 км² — водойми.

## Демографія
Згідно з переписом 2010 року, у селищі мешкало 8366 осіб у 2528 домогосподарствах у складі 1094 родин. Густота населення становила 1462 особи/км².  Було 2679 помешкань (468/км²).
Расовий склад населення:
| - 91,7 % — білих - 3,8 % — чорних або афроамериканців - 1,3 % — азіатів - 0,3 % — корінних американців - 0,1 % — вихідців з тихоокеанських островів |

До двох чи більше рас належало 1,9 %. Частка іспаномовних становила 3,8 % від усіх жителів.
За віковим діапазоном населення розподілялося таким чином: 10,7 % — особи молодші 18 років, 81,1 % — особи у віці 18—64 років, 8,2 % — особи у віці 65 років та старші. Медіана віку мешканця становила 22,0 року. На 100 осіб жіночої статі у селищі припадало 88,3 чоловіків;  на 100 жінок у віці від 18 років та старших — 86,9 чоловіків також старших 18 років.
Середній дохід на одне домашнє господарство  становив 52 236 доларів США (медіана — 41 493), а середній дохід на одну сім'ю — 73 406 доларів (медіана — 67 222). Медіана доходів становила 51 048 доларів для чоловіків та 42 308 доларів для жінок. За межею бідності перебувало 28,9 % осіб, у тому числі 17,3 % дітей у віці до 18 років та 5,1 % осіб у віці 65 років та старших.
Цивільне працевлаштоване населення становило 3730 осіб. Основні галузі зайнятості: освіта, охорона здоров'я та соціальна допомога — 40,4 %, мистецтво, розваги та відпочинок — 13,7 %, роздрібна торгівля — 13,5 %.